# Secretaría de Movilidad de la Ciudad de México
La Secretaría de Movilidad de la Ciudad de México (antes de Transporte y Vialidad) por sus siglas SEMOVI, es la dependencia de la administración pública de la Ciudad de México, que tiene a su cargo el desarrollo integral del transporte, control del autotransporte urbano, así como la planeación y operación de las vialidades en la capital mexicana.

## Funciones
Conforme a la Ley Orgánica del Poder Ejecutivo y de la Administración Pública de la Ciudad de México algunas de las funciones que le corresponde específicamente a la Secretaría de Movilidad del Distrito Federal son las siguientes:
- Elaborar y mantener actualizado el programa integral de transporte y vialidad del Distrito Federal.
- Realizar los estudios necesarios sobre tránsito de vehículos.
- Estudiar las tarifas para el servicio público de transporte de pasajeros urbano y suburbano, de carga y taxis, así como proponer al jefe de Gobierno las modificaciones pertinentes.
- Autorizar cambios de unidades y fijar frecuencias y horarios de las unidades de transporte de carga y pasajeros, revisar y opinar sobre nuevos tipos y características de los mismos.
- Establecer las normas para la determinación de sitios de transporte público de carga, taxis y autobuses para autorizar concesiones.
- Expedir la documentación para que los vehículos y sus conductores circulen.
- Realizar estudios sobre la forma de optimizar el uso del equipo de transporte colectivo del sector.
- Planear las obras de transporte y vialidad.
- Elaborar y actualizar la normatividad del señalamiento horizontal y vertical de la red vial.

## Estructura orgánica
Conforme al Reglamento de la Administración Pública de la Ciudad de México, a la Secretaría de Movilidad le corresponde la siguiente estructura orgánica:
- Secretario de Movilidad: Héctor Ulises García Nieto
  - Subsecretaria de Transporte
  - Subsecretaría de Planeación, Políticas y Regulación